# Andrea Gasbarroni
Andrea Gasbarroni (Torino, 6 agosto 1981) è un ex calciatore italiano, di ruolo centrocampista.

## Caratteristiche tecniche
Giocatore molto duttile, si mise in mostra nelle giovanili della Juventus nel ruolo di esterno sinistro, venendo poi reimpiegato soprattutto in qualità di trequartista.

## Carriera

### Club

#### Gli inizi, Varese e Sampdoria
Cresce nel vivaio della Juventus, dove compie tutta la trafila delle squadre giovanili fino alla Primavera con la quale disputa anche il Torneo di Viareggio. Nella stagione 2000-2001 entra nel giro della prima squadra dove, in occasione dell'ultima giornata di campionato contro l'Atalanta, l'allenatore Carlo Ancelotti lo porta in panchina, non riuscendo comunque a debuttare. Viene quindi mandato a maturare in prestito al Varese, in Serie C1, dove nell'annata 2001-2002 si mette in evidenza collezionando 28 presenze e 6 reti. Successivamente viene spedito ancora prestito alla Sampdoria, in Serie B, agli ordini di Walter Novellino, contribuendo alla promozione dei blucerchiati in Serie A con 21 presenze e 2 reti.

#### Palermo, ritorno a Genova, Parma
La Juventus dopo la stagione con i blucerchiati decide di permettergli di giocare con continuità ancora tra i cadetti a Palermo: il trequartista arriva in compartecipazione dalla Juventus che decide comunque di mantenere il diritto di riscatto dell'intero cartellino; il Palermo versa invece nelle casse bianconere 2 milioni e 700 000 euro. In Sicilia contribuisce alla cavalcata dei rosanero verso la massima serie con 39 presenze e 6 reti. Qui palesa la sua passione per la musica rock e per Vasco Rossi, suonando la chitarra in un concerto eseguito nella Curva Nord dello Stadio Renzo Barbera insieme ai gemelli Antonio ed Emanuele Filippini.
Resta a Palermo per mezza stagione in Serie A, totalizzando 9 presenze prima di venir ceduto a gennaio 2005 nuovamente alla Sampdoria, con cui colleziona 11 presenze e 2 reti. Nella stagione 2005-2006 torna a Palermo dove disputa tutto il precampionato, ma all'inizio della stagione fa ritorno per la terza volta alla Sampdoria.
Arriva al Parma nel giugno 2006 nell'affare Fábio Simplício, acquistato dal Palermo, che gira la comproprietà di Gasbarroni più denaro. A fine stagione, dopo 29 presenze e 6 reti, la società lo riscatta definitivamente per 1,4 milioni di euro. Nella stagione 2007-2008 disputa 26 partite condite da 5 reti che non bastano a salvare il Parma dalla retrocessione in Serie B.

#### Genoa, Torino e Monza
Dopo la stagione con gli emiliani, decide di non seguire la squadra in Serie B e si accorda col Genoa; il costo dell'operazione è stato di 5 milioni di euro. Colleziona 10 presenze a causa di svariati infortuni che ne hanno condizionato l'attività, e tuttavia il suo rendimento è buono. Comunque l'allenatore Gian Piero Gasperini ritiene di farne a meno durante il mercato di riparazione.
Il 2 febbraio 2009, ultimo giorno del mercato di riparazione, il Torino ne acquisisce la comproprietà; qui colleziona 9 presenze e a fine stagione, dopo la retrocessione in Serie B, il Toro rileva a titolo gratuito anche l'altra metà del cartellino appartenente al Genoa, non avendo nessuna delle due società formalizzato un'offerta alle buste. Il 16 gennaio 2010 segna il suo primo gol in maglia granata, contribuendo così alla goleada contro il Grosseto (4-1). Nella stagione 2011-2012, con l'ingaggio da 750.000 euro annui in scadenza, viene messo fuori rosa. La squadra a fine stagione ottiene la promozione in Serie A e Gasbarroni, a fine contratto, rimane svincolato.
Il 1º settembre 2012, durante l'apertura dei festeggiamenti per il centenario, il Monza ne ufficializza il tesseramento da svincolato. Il 23 gennaio 2015 si svincola dalla squadra biancorossa, entrata in gravi difficoltà finanziarie e ormai avviata al fallimento.

#### Ultimi anni
Il 27 gennaio seguente firma con la Giana Erminio. Debutta il 1º febbraio nella sconfitta esterna con l'Alessandria, per poi siglare la sua prima rete in maglia biancazzurra il 18 marzo in occasione del recupero infrasettimanale vinto dalla sua squadra contro il Pordenone per 2-0. Complessivamente si rivela un elemento determinante nel condurre la piccola squadra lombarda alla salvezza in terza serie, conseguita il 1º maggio 2015 grazie alla vittoria esterna per 2-0 contro il Südtirol. Nel corso della stagione 2015-2016 si conferma nuovamente come giocatore fondamentale nell'economia della squadra biancazzurra, che per il secondo anno consecutivo mantiene la categoria. Il 24 maggio 2016 la Giana Erminio annuncia l'intenzione di non rinnovare il contratto a Gasbarroni, che chiude in questo modo la propria esperienza a Gorgonzola.
Si allena quindi da svincolato con la squadra piemontese del Pinerolo, che decide poi di tesserarlo per affrontare il campionato di Serie D 2016-2017. Disputa un buon torneo, con gol all'esordio e mettendo infine a referto 7 reti, rendendosi autore di buone prestazioni e risultando uno dei migliori dei suoi; ciò nonostante, pur dimostranosi un giocatore di categoria superiore non riesce a evitare la retrocessione della squadra. Il 4 agosto 2017 firma per i giallorossi del Bra, sempre in Serie D. Segna il suo primo gol in maglia braidese, in occasione della partita contro l'Arconatese, sfida terminata poi 3-0. Nel mercato invernale fa nuovamente ritorno nella società sabauda del Pinerolo, per la restante parte della stagione 2018-2019. Al termine della stagione si ritira.

### Nazionale
Ha debuttato con l'Under-18 nel 2000, collezionandovi 5 presenze e un gol. Nel biennio 2001-2002 ha fatto parte dell'Under-20, segnando un gol in 6 apparizioni.
Nel 2002, quando vestiva la maglia della Sampdoria, è entrato nel giro dell'Under-21, nazionale ove ha militato sino al 2004, giocando in tutto 8 partite e segnando 2 reti.
Nel 2004 ha partecipato ai Giochi olimpici di Atene, giocando 3 partite e contribuendo alla conquista della medaglia di bronzo, facendo così tornare la nazionale italiana su un podio olimpico dopo ben 68 anni. Per l'occasione, ha giocato un totale di 57' così suddivisi: 28' nella terza gara del girone eliminatorio con il Paraguay, 11' nel quarto di finale con il Mali e 18' nella semifinale con i futuri campioni olimpici dell'Argentina. In tutte e tre le occasioni, é sempre subentrato a gara in corso a Giampiero Pinzi.

## Statistiche

### Presenze e reti nei club
| Stagione             | Squadra              | Campionato           | Campionato | Campionato | Coppe nazionali | Coppe nazionali | Coppe nazionali | Coppe continentali | Coppe continentali | Coppe continentali | Altre coppe | Altre coppe | Altre coppe | Totale | Totale |
| Stagione             | Squadra              | Comp                 | Pres       | Reti       | Comp            | Pres            | Reti            | Comp               | Pres               | Reti               | Comp        | Pres        | Reti        | Pres   | Reti   |
| -------------------- | -------------------- | -------------------- | ---------- | ---------- | --------------- | --------------- | --------------- | ------------------ | ------------------ | ------------------ | ----------- | ----------- | ----------- | ------ | ------ |
| 2000-2001            | Juventus             | A                    | 0          | 0          | CI              | 0               | 0               | UCL                | 0                  | 0                  | -           | -           | -           | 0      | 0      |
| 2001-2002            | Varese               | C1                   | 27         | 6          | CI-C            | 3               | 1               | -                  | -                  | -                  | -           | -           | -           | 30     | 7      |
| 2002-2003            | Sampdoria            | B                    | 21         | 2          | CI              | 4               | 0               | -                  | -                  | -                  | -           | -           | -           | 25     | 2      |
| 2003-2004            | Palermo              | B                    | 39         | 6          | CI              | 2               | 0               | -                  | -                  | -                  | -           | -           | -           | 41     | 6      |
| 2004-gen. 2005       | Palermo              | A                    | 9          | 0          | CI              | 0               | 0               | -                  | -                  | -                  | -           | -           | -           | 9      | 0      |
| Totale Palermo       | Totale Palermo       | Totale Palermo       | 48         | 6          |                 | 2               | 0               |                    | -                  | -                  |             | -           | -           | 50     | 6      |
| gen.-giu. 2005       | Sampdoria            | A                    | 11         | 2          | CI              | 1               | 0               | -                  | -                  | -                  | -           | -           | -           | 12     | 2      |
| 2005-2006            | Sampdoria            | A                    | 28         | 3          | CI              | 2               | 0               | CU                 | 5                  | 1                  | -           | -           | -           | 35     | 4      |
| Totale Sampdoria     | Totale Sampdoria     | Totale Sampdoria     | 60         | 7          |                 | 7               | 0               |                    | 5                  | 1                  |             | -           | -           | 72     | 8      |
| 2006-2007            | Parma                | A                    | 29         | 6          | CI              | 2               | 0               | CU                 | 5                  | 0                  | -           | -           | -           | 36     | 6      |
| 2007-2008            | Parma                | A                    | 26         | 5          | CI              | 0               | 0               | -                  | -                  | -                  | -           | -           | -           | 26     | 5      |
| Totale Parma         | Totale Parma         | Totale Parma         | 55         | 11         |                 | 2               | 0               |                    | 5                  | 0                  |             | -           | -           | 60     | 11     |
| 2008-feb. 2009       | Genoa                | A                    | 10         | 0          | CI              | 1               | 0               | -                  | -                  | -                  | -           | -           | -           | 11     | 0      |
| feb.-giu. 2009       | Torino               | A                    | 9          | 0          | CI              | 0               | 0               | -                  | -                  | -                  | -           | -           | -           | 9      | 0      |
| 2009-2010            | Torino               | B                    | 35+4       | 2          | CI              | 2               | 0               | -                  | -                  | -                  | -           | -           | -           | 41     | 2      |
| 2010-2011            | Torino               | B                    | 20         | 0          | CI              | 1               | 0               | -                  | -                  | -                  | -           | -           | -           | 21     | 0      |
| 2011-2012            | Torino               | B                    | 0          | 0          | CI              | -               | -               | -                  | -                  | -                  | -           | -           | -           | 0      | 0      |
| Totale Torino        | Totale Torino        | Totale Torino        | 65+4       | 2          |                 | 3               | 0               |                    | -                  | -                  |             | -           | -           | 72     | 2      |
| 2012-2013            | Monza                | 2D                   | 27+4       | 18+2       | CI-LP           | 0               | 0               | -                  | -                  | -                  | -           | -           | -           | 31     | 20     |
| 2013-2014            | Monza                | 2D                   | 20         | 5          | CI+CI-LP        | 2+1             | 0               | -                  | -                  | -                  | -           | -           | -           | 23     | 5      |
| 2014-gen. 2015       | Monza                | LP                   | 2          | 0          | CI+CI-LP        | -               | -               | -                  | -                  | -                  | -           | -           | -           | 2      | 0      |
| Totale Monza         | Totale Monza         | Totale Monza         | 47+4       | 23+2       |                 | 3               | 0               |                    | -                  | -                  |             | -           | -           | 54     | 25     |
| gen.-giu. 2015       | Giana Erminio        | LP                   | 15         | 2          | CI-LP           | -               | -               | -                  | -                  | -                  | -           | -           | -           | 15     | 2      |
| 2015-2016            | Giana Erminio        | LP                   | 23         | 2          | CI-LP           | 1               | 0               | -                  | -                  | -                  | -           | -           | -           | 29     | 13     |
| Totale Giana Erminio | Totale Giana Erminio | Totale Giana Erminio | 38         | 4          |                 | 1               | 0               |                    | -                  | -                  |             | -           | -           | 39     | 4      |
| 2016-2017            | Pinerolo             | D                    | 28         | 7          | CI-D            | 0               | 0               | -                  | -                  | -                  | -           | -           | -           | 28     | 7      |
| 2017-2018            | Bra                  | D                    | 30         | 1          | CI-D            | 1               | 0               | -                  | -                  | -                  | -           | -           | -           | 31     | 1      |
| Totale carriera      | Totale carriera      | Totale carriera      | 416        | 69         |                 | 23              | 1               |                    | 10                 | 1                  |             | -           | -           | 449    | 71     |

## Palmarès

### Club
- Campionato italiano di Serie B: 1

Palermo: 2003-2004

### Nazionale
- Torneo Quattro Nazioni Under-20: 1

2001-2002
- Bronzo olimpico: 1

Atene 2004